# Charles Cavendish (mécène)
Pour les articles homonymes, voir Charles Cavendish.
Sir Charles Cavendish (1595? – 4 février 1654) est un aristocrate anglais membre du Parlement. Il fut le mécène du philosophe Hobbes et de nombreux mathématiciens.

## Biographie
Il est le plus jeune des fils de sir Charles Cavendish (1553-1617), de Welbeck Abbey, Nottinghamshire, et de sa seconde épouse, Catherine Ogle, baronne Ogle († 1629). Il est le frère de William Cavendish, 1er duc de Newcastle (upon-Tyne). Il est fait chevalier par Jacques Ier le 10 août 1619 à Welbeck. Il est membre du Parlement pour le bourg de Nottingham en 1624 et 1628, et il siège au Court Parlement de 1640. 
Doté d'un faible physique, il s'intéresse particulièrement au monde des connaissances. Grâce aux biens qu'il acquiert de son père, il s'adonne à la collection de manuscripts de mathématiques et au mécénat de mathématiciens. Il mène quelques expériences en optique, mécanique et mathématique. Il est surtout important pour avoir encouragé la communication entre scientifiques anglais et continentaux et pour avoir soutenu financièrement certains d'entre eux.
Il est au service du roi au début de la guerre civile (1641-1649), et participe à quelques batailles, notamment celle de Marston Moor (1644). Après celle-ci, sentant que la cause royaliste est en perdition, il s'exile avec son frère à Hambourg. En 1648, il s'établit à Anvers. Il s'entoure d'un groupe d'intellectuels, le « Welbeck Circle », d'après le nom de l'Abbaye de Welbeck qui appartient à sa famille. On dit également le « Cercle de Newcastle » en référence au titre de son frère aîné. Exilé à Paris, le cercle se composa autour de Thomas Hobbes et de John Pell, incluant sir Kenelm Digby, William Petty, etc. Cavendish rencontre Pell avec Walter Warner et Robert Payne. Il soutient les travaux de William Oughtred et rencontre John Wallis, mais aussi, à Paris, Marin Mersenne et Claude Mydorge ; Gilles de Roberval et Pierre Gassendi.
Il meurt le 4 février 1654, sans avoir été marié, et est inhumé à Bolsover. Il luttait alors pour récupérer ses biens confisqués pour avoir soutenu Charles Ier.

### Sources
- (en) Noel Malcolm et Jacqueline Stedall (2005), John Pell (1611-1685) and His Correspondence with Sir Charles Cavendish: The Mental World of an Early Modern Mathematician
- E. I. Carlyle, révisé par Timothy Raylor, « Cavendish, Sir Charles (1595?–1654) », Oxford Dictionary of National Biography, Oxford University Press, 2004.